# Rhodotypos-slægten
Slægten Rhodotypos (Rhodotypos) er udbredt med en enkelt art i Østasien.
| Arter |

- Klatrende Rhodotypos (Rhodotypos scandens)